# South Fulton (Georgia)
South Fulton – miasto w Stanach Zjednoczonych, w stanie Georgia, w hrabstwie Fulton. Jest częścią obszaru metropolitalnego Atlanty i znajduje się ok. 30 km na południowy zachód od centrum Atlanty. Według spisu w 2020 roku liczy 107,4 tys. mieszkańców. 
South Fulton stało się miastem w 2017 roku przez głosowanie. Uzyskało tytuł „najczarniejszego miasta w USA” wśród miast o populacji powyżej 100 tys. osób, a według spisu ludności z 2020 r. prawie 92% jego mieszkańców to Afroamerykanie lub osoby czarnoskóre.